# F. D. Amr Bey
F. D. Amr Bey, né le 14 février 1909 dans le Gouvernorat d'Assiout et mort le 23 novembre 1988, est un joueur de squash représentant l'Égypte. Il remporte le British Open  à 6 reprises consécutives dans les années 1930 et il est considéré comme le premier joueur dominant de ce sport.

## Carrière

### Carrière squash
Le nom légal complet d'Amr en arabe est Abdelfattah Amr. "Bey" n'est pas un nom mais un titre de noblesse, similaire au titre britannique de "Sir". Le 20 novembre 1943, Amr reçut le titre de "Pacha", l'un des plus importants de l'Égypte monarchique. Le titre de "Pacha" remplace celui de "Bey", c'est pourquoi Amr est parfois désigné par le pseudonyme Amr Pacha.
Amr est né dans une famille importante d'Abu Tij dans le gouvernorat d'Assiout, situé en Haute-Égypte. Il s'installe en Angleterre en 1928 comme diplomate égyptien. Il n'avait jamais pratiqué le squash auparavant, ses principaux sports à l'époque étant le tennis et le polo. Il a représenté l’Égypte en tennis à la Coupe Davis. Amr est initié au squash alors qu'il était au Royaume-Uni, et il s'est rapidement mis au jeu.
Le titre masculin de l'Omnium britannique de Grande-Bretagne n'a été inauguré que récemment au moment où Amr apparaît sur la scène, mais il est rapidement devenu le titre le plus important dans le jeu et est devenu pour beaucoup l'équivalent d'un championnat du monde pour ce sport. La finale masculine de l'époque se jouait selon un système de "challenge", avec un challenger qui affrontait le champion en titre lors d'un match à trois contre trois, les deux clubs de squash respectifs des deux joueurs disputant les matches. En 1933, Amr rencontre Don Butcher, qui avait remporté le titre en 1931 et 1932. Le premier match est disputé au club de Butcher, le Conservative Club, où Amr gagne 9-0, 9-7 et 9-1. Le match retour se déroule au club de Amr, le Bath Club, match où Amr s'impose 9-5, 6-9, 9-2 et 9-1 pour remporter le titre.
Aucun challenger n'est apparu pour affronter Amr en finale de l'Open de Grande-Bretagne en 1934, il conserve donc le titre par défaut. En 1935, Butcher affronte de nouveau Amr en finale, remportant à nouveau deux victoires : 9-4, 8-10, 10-8, 9-0 et 9-6, 6-9, 9-2, 0-9 et 9-5.
En 1936-1938, Amr affronte Jim Dear lors de trois finales consécutives de l'Omnium de Grande-Bretagne, et Amr gagne à trois reprises en deux matches consécutifs.
En plus de ses six titres du British Open, Amr remporte le championnat amateur britannique à six reprises (en 1931-1933 et 1935-1937), exploit reconnu par le Livre Guinness des records. Avec Jonah Barrington, Amr est le seul joueur à avoir remporté le British Open et le British Amateur la même année, exploit qu'il a accompli cinq fois.
Amr est largement considéré comme ayant élevé le niveau du squash à de nouveaux sommets grâce à son exceptionnelle capacité de shot, ainsi qu'à sa vitesse et sa forme physique exceptionnelles.

### Carrière diplomatique
Amr se retire du squash en 1938 alors qu'il est encore le meilleur joueur afin de poursuivre sa carrière de diplomate. Il est ambassadeur d'Égypte au Royaume-Uni de 1945 à 1952. À l'époque, le roi Farouk d'Égypte est désireux d'améliorer ses relations avec ce pays. Comme Amr est connu pour être en bons termes avec les autorités britanniques, le roi le nomme le 11 novembre 1944 ministre plénipotentiaire à l'ambassade d'Égypte à Londres, où Amr avait auparavant occupé le poste de conseiller honoraire. Amr remplace Hassan Pasha Nashaat, qui fut démis de ses fonctions après avoir épousé une non Égyptienne. Amr fut promu au rang d'ambassadeur en août 1945, et essaya toujours d'influencer les décisions du roi Farouk en faveur des intérêts britanniques. C'est ce qui a conduit le célèbre intellectuel Taha Hussein à affirmer que Amr était « plus apte à être l'ambassadeur de la Grande-Bretagne en Égypte que l'ambassadeur de l'Égypte en Grande-Bretagne ».
Durant son mandat d'ambassadeur, Amr n'oublie pas ses racines sportives : avec le reste de la communauté égyptienne expatriée au Royaume-Uni, il reçoit avec beaucoup d'enthousiasme la délégation égyptienne aux Jeux olympiques de Londres de 1948, qui remporte cinq médailles et fut l'une des plus réussies de l'histoire olympique de l'Égypte. En 1940, le gouvernement britannique alloue 100 000 livres sterling pour l'acquisition d'un site de mosquée à Londres par la communauté musulmane britannique, en échange de l'attribution par le gouvernement égyptien d'un terrain au Caire pour la construction d'une église anglicane. La mosquée centrale de Londres est ouverte en novembre 1944 par le roi George VI. Étant donné que l'Égypte a été à l'avant-garde des efforts visant à établir le centre, Amr est choisi comme premier directeur du Conseil. La mosquée est devenu la plus grande et la plus importante institution islamique d'Europe.
En 1951, le gouvernement wafdiste égyptien, dirigé par le Premier ministre Nahhas Pasha, décide d'abroger unilatéralement le Traité anglo-égyptien de 1936, décision que le Royaume-Uni juge illégale et refuse de reconnaître. En conséquence, des affrontements éclatent dans la zone du canal de Suez entre la police égyptienne et fedayin, d'une part, et les forces militaires britanniques, d'autre part. En signe de protestation, le Conseil des ministres égyptien décide de rappeler Amr de Londres le 11 décembre 1951. Amr est nommé le 25 décembre conseiller spécial du roi pour les affaires étrangères, tout en conservant son poste d'ambassadeur originel. Après le déclenchement de l'incendie dévastateur du 26 janvier 1952 au Caire, qui reste inexpliqué à ce jour, de nombreuses théories de conspiration concernant l'identité des auteurs sont avancées. Selon ce point de vue, la nomination d'Amr comme conseiller spécial du roi seulement un mois avant l'évasion, ainsi que la sélection de Hafez Pasha Afifi, un autre fonctionnaire pro-britannique, comme chef du cabinet royal, étaient des mesures visant à saper le gouvernement nationaliste du Wafd. Les partisans de cette théorie de conspiration allèguent que Amr et Afifi ont servi d'intermédiaires entre le roi et les Britanniques dans leur planification conjointe de l'incendie.
L'incendie du Caire entraîne le renvoi de Nahhas Pasha et la formation d'un nouveau gouvernement de courte durée dirigé par Ali Maher Pasha. Le nouveau gouvernement décide d'envoyer une délégation officielle égyptienne aux funérailles du roi George VI à titre de mesure de réconciliation avec le Royaume-Uni. Amr Pacha fut envoyé à Londres en sa qualité d'ambassadeur, avec le Prince Muhammad Abdel Moneim, pour assister aux funérailles, qui eurent lieu le 15 février 1952. Néanmoins, Amr ne présente pas de nouvelles lettres de créance au nouveau souverain du Royaume-Uni, la reine Élisabeth II. Le gouvernement Maher doit s'attaquer à deux grandes questions nationales : le départ (en arabe : الجلاء) des forces militaires britanniques de la zone du canal de Suez et l'unification (en arabe : الجلاء) de l'Égypte et du Soudan, qui étaient jusqu'alors administrés conjointement par l'Égypte et le Royaume-Uni comme un condominium. En conséquence, des pourparlers anglo-égyptiens sur les négociations ont lieu, dans lesquels Amr Pacha joue un rôle majeur. En tant qu'ambassadeur de l'Égypte au Royaume-Uni, il fait la navette entre Londres et Le Caire pour tenter de faire connaître la position égyptienne aux politiciens britanniques, notamment au secrétaire d'État des Affaires étrangères et du Commonwealth Anthony Eden, puis conseiller les dirigeants égyptiens sur la réponse. Après la chute du gouvernement Maher et son remplacement par celui d'El-Hilali Pacha, la première réunion officielle de négociation eut lieu le 22 mars 1952. Amr faisait partie de l'équipe de négociation égyptienne, qui comprenait également El-Hilali Pasha lui-même ainsi que le ministre des Affaires étrangères Abdel-Khaleq Hassouna Pasha. La partie britannique refuse de s'engager publiquement sur le principe de l'évacuation avant le début des négociations. Le lendemain de l'ouverture officielle des négociations, le Parlement égyptien est démis de ses fonctions. De nouvelles élections sont prévues pour le 18 mai et la loi martiale est prolongée indéfiniment. L'extrême instabilité politique dont l'Égypte était témoin à l'époque a entraîné un coup d'État militaire le 23 juillet 1952. Après l'abdication du roi Farouk en faveur de son fils Fouad II, le nouveau Conseil de régence contraint Amr à la retraite fin août de la même année, le remplaçant comme ambassadeur à Londres par Mahmoud Fawzi.

### Fin de vie
Amr passe le reste de sa vie au Royaume-Uni, où lui et ses enfants ont obtenu la citoyenneté britannique. Toutefois, il a également conservé sa nationalité égyptienne. En 1972, il se rend au consulat général d'Égypte à Londres afin de renouveler son passeport égyptien, qui était expiré depuis plus de quinze ans. Bien qu'il ait réussi à obtenir un nouveau passeport, Amr demande à conserver son passeport royal expiré en souvenir, puisqu'il portait l'inscription "Ambassadeur du roi d'Égypte et du Soudan au Royaume-Uni". Le Ministère des affaires étrangères du Caire ne s'est pas opposé à sa demande. Selon Mustafa El-Fiki, diplomate de carrière qui a rencontré Amr au Consulat général de Londres en 1972, l'ancien joueur de squash et ambassadeur lui a dit qu'il n'en voulait pas aux dirigeants du coup d'État de 1952, même s'ils l'avaient mis à l'écart. Amr a reconnu au cours de leur rencontre que plusieurs erreurs avaient été commises pendant l'ère monarchique, et a exprimé son enthousiasme pour les réformes mises en œuvre à l'époque par le président Anouar El Sadate, qui avait accédé à la présidence deux ans auparavant.
Amr meurt le 23 novembre 1988.

### Héritage sportif
Amr est largement considéré comme le premier joueur vraiment dominant dans le sport du squash. Bien qu'il ne soit jamais devenu un athlète professionnel, il a quand même réussi à battre tous les meilleurs joueurs professionnels de son temps, et a été appelé le premier "amateur professionnel" en squash parce que son entraînement pour le jeu est devenu le point central de sa vie. De plus, Amr est considéré comme faisant partie de "l'âge d'or du sport en Égypte", une période qui s'étend des années 1940 aux années 1950 et qui a vu de nombreux sportifs égyptiens célèbres, notamment des nageurs et des joueurs de squash. En fait, Amr lui-même était le "découvreur" de Mahmoud Karim, un autre joueur égyptien qui domina le British Open pendant la période post-guerre. Karim se souvient dans une interview de 1965 comment il pratiquait secrètement le squash quand il était jeune au Gezira Sporting Club, où il travaillait comme joueur de baseball. Quand Amr, un membre du club, l'a vu un jour utiliser sa raquette sans permission, il l'a réprimandé. Après que Karim ait déclaré qu'il aimait le jeu, Amr était impatient de lui montrer que « le squash était réservé aux sang bleu et aux riches » et l'a donc mis au défi de jouer avec lui. Amr a perdu, ce qui a été sa première défaite, ce qui a relancé la carrière de Karim.
Le 28 novembre 2009, Amr reçoit à titre posthume le World Squash Awards' Lifetime Achievement Award. L'organisateur de l'événement, Peter Nicol, lui-même ancien numéro un mondial, a déclaré que Amr " est largement considéré comme ayant élevé le niveau du squash à de nouveaux sommets grâce à ses talents de raquette exceptionnels et à sa vitesse et sa forme physique exceptionnelles, d'où son surnom de "Human Streak of Lightning" ". Comme les Prix 2009 étaient dominés par des joueurs égyptiens comme Karim Darwish (joueur de l'année) et Mohamed El Shorbagy (jeune joueur de l'année), Peter Nicol rend hommage à Amr en le décrivant comme « le premier élément qui a jeté les bases du squash égyptien qui s'est poursuivi et qui ne se voit pas mieux que les autres prix de cette soirée ». Le prix Amr est décerné à James Sandwith, le président du Royal Automobile Club de squash, club qui a remporté plusieurs des victoires d'Amr.

## Palmarès

### Titres
- British Open Squash Championships : 6 titres (1933, 1934, 1935, 1936, 1937, 1938)